# Oxyptilus causodes
Oxyptilus causodes là một loài bướm đêm thuộc họ Pterophoridae. Nó được tìm thấy ở Ấn Độ, Sri Lanka, Myanmar và was recently discovered ở New Guinea.
Sải cánh dài khoảng 15 mm.
Ấu trùng ăn the fruits của Dillenia retusa và Dillenia indica.